# Ocoelophora
Ocoelophora is een geslacht van vlinders van de familie spanners (Geometridae), uit de onderfamilie Ennominae.

## Soorten
- O. agana Prout, 1926
- O. crenularia Leech, 1897
- O. dubia Wileman, 1914
- O. lentiginosaria Leech, 1891
- O. maculifera Warren, 1896
- O. ochreifusca Hampson, 1896